# PAC-MAN 99
『PAC-MAN 99』（パックマン ナインティナイン）は、アリカが開発しバンダイナムコエンターテインメントより2021年4月8日にNintendo SwitchのNintendo Switch Online加入者向けソフトとして配信されたオンライン専用ゲームソフト。バンダイナムコエンターテインメントのドットイートゲーム『パックマン』をベースにし最大99人での対戦を可能としたバトルロイヤルゲームである。
2023年5月17日に任天堂よりサービス終了が告知され同年10月8日23:59（日本時間）をもってサービスが終了した。

## ゲームシステム
メイズ（フィールド）内でパックマンを操作して敵のゴーストから逃げながらメイズに並んでいるクッキーを取得していく。通常のクッキーより大きい「パワークッキー」を取得するとゴーストの姿が一時的に「イジケゴースト」に変化し倒すことができるようになる。イジケゴーストの時間（およびパックマンの強化状態）は画面中央に表示され、パワークッキーを取るたびに初期化される。
基本的な要素は原作に準じているが、以下のように本作独自の要素もある。
- メイズ内のクッキーを全て取得すると、パックマンの移動速度が1段階アップする。ラウンド更新時に最初からクッキーがない状態の場合は自動で成立する。
- メイズ内のクッキーを半分以上取得するとフルーツが現れる（ラウンド更新時の出現数の半分ではないため、初期数が半分以下であれば無条件で出現）。これを取るとラウンドが1つ進み、クッキー、パワークッキー、スリープゴースト（後述）が再配置される。同時にキラーパックマン(後述)も消滅する。
- ゴーストを倒すと相手メイズに「おじゃまパックマン」（白い線で描かれたパックマン）が送り込まれる。おじゃまパックマンはメイズ上を動き回り、触れるとパックマンの移動速度が一時的に遅くなる。パワークッキーを取ることで全て消滅する。
- プレイ開始から一定時間が経過すると対戦相手から「キラーパックマン」（赤い線のおじゃまパックマン）が送り込まれる。キラーパックマンはゴーストと同様に触れるとゲームオーバーになる。パワークッキーを取ると動きがとまり、フルーツを取ることで全て消滅する。
- 送り込んだおじゃまパックマンおよびキラーパックマンを介して相手をノックアウトすることに成功すると、そのプレイヤーに「シールド」が贈られる。シールドは25個獲得で大型のものに変換、最大100個(大型4つ)まで獲得可能で、個数に応じておじゃまパックマンが送られにくくなる。ノックアウトした相手がシールドを持っていた場合は、それらを丸ごと強奪可能。
- メイズ内に配置されているスリープゴーストに触れると、メイズ内のゴーストの背後に連結する半透明の「トレインゴースト」となり、パワークッキーを取得した際には通常のゴーストと同様にイジケゴーストに変化する。大量のコンボを狙う際に利用する。
- 相手の残り人数に応じて難易度が上昇。また、一定人数になるとゴーストのイジケ時間も短くなる(下記のストロンガーを除く)。

プレイ中には、パワークッキー取得時にパックマンの能力を変化させる作戦と、攻撃相手を自動選択する作戦の2種類を設定することが可能。後者は自分で攻撃相手を選択することも可能。
- - 能力を変化させる作戦
    - スタンダード - メリット・デメリットがない標準的な作戦。
    - スピード - 一時的に移動速度が2段階アップするが、相手に送り込むおじゃまパックマンの量が1/4になる。
    - トレイン - スリープゴーストに接触した際に連結するトレインゴーストの数が2倍になるが、接触した数の半数がおじゃまパックマンとして自分のメイズに現れる。おじゃまパックマンに足止めされるリスクを有する事前設置型の攻撃。
    - ストロンガー - イジケゴーストの状態が3秒間に固定、送り込むおじゃまパックマンの数が2倍になるが、発動ごとに移動速度を1段階消費する。消費した速度は戻らないが、勝負後半でもイジケ時間は変動しない後半向けの攻撃。

  - 攻撃相手を自動選択する作戦
    - ハンター - シールドの数が最も多い相手を標的にする。
    - ノックアウト - 最もゲームオーバーになりそうな相手を標的にする。
    - ランダム - ランダムで相手を選択する。
    - カウンター - プレイヤー自身を狙っている相手を複数標的にする。

## ゲームモード
※☆マークが付いているものは、有料DLCの購入により追加されるモード。
PAC-MAN 99
最大99人のプレイヤーとオンラインで対戦するモード。
パスワードマッチ☆
設定したパスワードを知っているプレイヤー同士でプレイできるモード。
CPU BATTLE☆
コンピュータ98人と対戦する1人用モード。
SCORE ATTACK☆
パーフェクトスコア3,333,360点（パックマン#攻略パターンを参照）を獲得するまでのタイムを競う1人用モード。
BLIND TIME ATTACK☆
全12ステージをクリアするまでのタイムを競う1人用モード。
RECORD
これまでのプレイ記録やオンラインランキング、スタッフクレジットを見る事ができる。
RETTING
テーマやエンブレム、ボタン設定ができる。

## カスタムテーマ
以下の往年のナムコ作品をモチーフにしたDLC「カスタムテーマ」を設定することで、プレイ中のグラフィックが各作品のような見た目に変化し、キャラクターとBGMも対象作品のものに差し替えられる。
有料DLCと無料DLCがあり、無料DLCは順次追加される。

### 有料DLC
- ニューラリーX
- スカイキッド
- ドルアーガの塔
- マッピー
- ギャラガ
- ディグダグ
- 源平討魔伝
- 妖怪道中記
- ドラゴンバスター
- ワルキューレの伝説
- コズモギャング・ザ・ビデオ
- メトロクロス
- ローリングサンダー
- ワンダーモモ
- ゼビウス
- バラデューク
- イシターの復活
- ドラゴンスピリット
- トイポップ
- 超絶倫人ベラボーマン

### 無料DLC
- ホッピングマッピー（2021年8月5日追加）
- スプラッターハウス わんぱくグラフィティ（2021年8月26日追加）
- タンクバタリアン（2021年9月16日追加）
- バベルの塔（2021年10月7日追加）
- ワープ&ワープ（2021年10月21日追加）
- ワギャンランド（2021年11月25日追加）